# Риботень
Ри́ботень — село в Україні, у Чернеччинській сільській громаді Охтирського району Сумської області. Населення становить 92 осіб. До 2017 орган місцевого самоврядування — Чернеччинська сільська рада.

## Географія
Село Риботень знаходиться на правому березі річки Ворскла, вище за течією на відстані 2 км розташоване село Чернеччина, нижче за течією на відстані 3 км розташоване село Журавне, на протилежному березі — села Буймерівка і Михайленкове. Річка в цьому місці звивиста, утворює лимани, стариці і заболочені озера. До села примикає лісовий масив (дуб).

## Історія
На околиці села Риботень виявлено неолітичне поселення.
Село засноване в кінці XVIII століття.
12 червня 2020 року, відповідно до розпорядження Кабінету Міністрів України № 723-р «Про визначення адміністративних центрів та затвердження територій територіальних громад Сумської області», село увійшло до складу Черниччинської сільської громади.
19 липня 2020 року, в результаті адміністративно-територіальної реформи та ліквідації Охтирського району(1923-2020), село увійшло до складу новоутвореного Охтирського району.

## Відомі люди
- Перемежко Петро Іванович (1834—1893) — український гістолог, професор Київського університету, один з першовідкривачів мітозу